# Ädelcypress
Ädelcypress (Chamaecyparis lawsoniana) är ett städsegrönt träd som ursprungligen härstammar från Nordamerika. Naturligt förekommer ädelcypressen i kustnära barrskogar.
I Sverige förekommer den odlad på många håll, och har på sina ställen förvildats.
I sin naturliga miljö kan arten nå en höjd av upp till 60 m och en stamdiameter av upp till 4 m. Den har rakt utåtstående grenar och små tillspetsade barr. Veden är lätt, hård, tät och stark, går bra att bearbeta och är genomträngd av ett väldoftande harts. Träets färg är vit och kan ges en vacker polityr. 
Det ursprungliga utbredningsområdet ligger i sydvästra Oregon och nordvästra Kalifornien. Arten förekommer i låglandet och i låga bergstrakter upp till 1700 meter över havet. Den hittas vanligen i trädgrupper eller mindre skogar tillsammans med andra barrträd.
De största exemplaren blev avverkade under 1900-talet.

## Användning
Träslaget har en omfattande användning både inom byggverksamhet och snickeri, såsom slipers, gärdsgårdar, fartygsdäck, dörrar och paneler, samt till möbler. Det har traditionellt också använts till kistor för textilförvaring då hartslukten håller insekter borta. 
Arten är utsatt från hot från två huvudsakliga håll; dels människans avverkning dels från infektion av möglet Phytophthora lateralis (potatisbladmögel ingår i samma släkte) som orsakar sjukdom hos trädets rot.